# Poor Man's Son
Poor Man's Son är Franky Perez första studioalbum. Det släpptes 2003 på Lava/Atlantic Records.

## Låtlista
1. Two Lost Angels
2. Cecilia
3. Something Crazy
4. Again
5. Beautiful Mistakes
6. Life on the Edge
7. Southwest Side
8. Cry Freedom
9. Class Act
10. Cold Hard Rain
11. Leave Me Alone
12. American Classic
13. Love and Hate
14. Bella Maria
15. Forever
16. Angel Park
17. Love, Soul, Rock 'n' Roll